# Farma (serie de televisión)

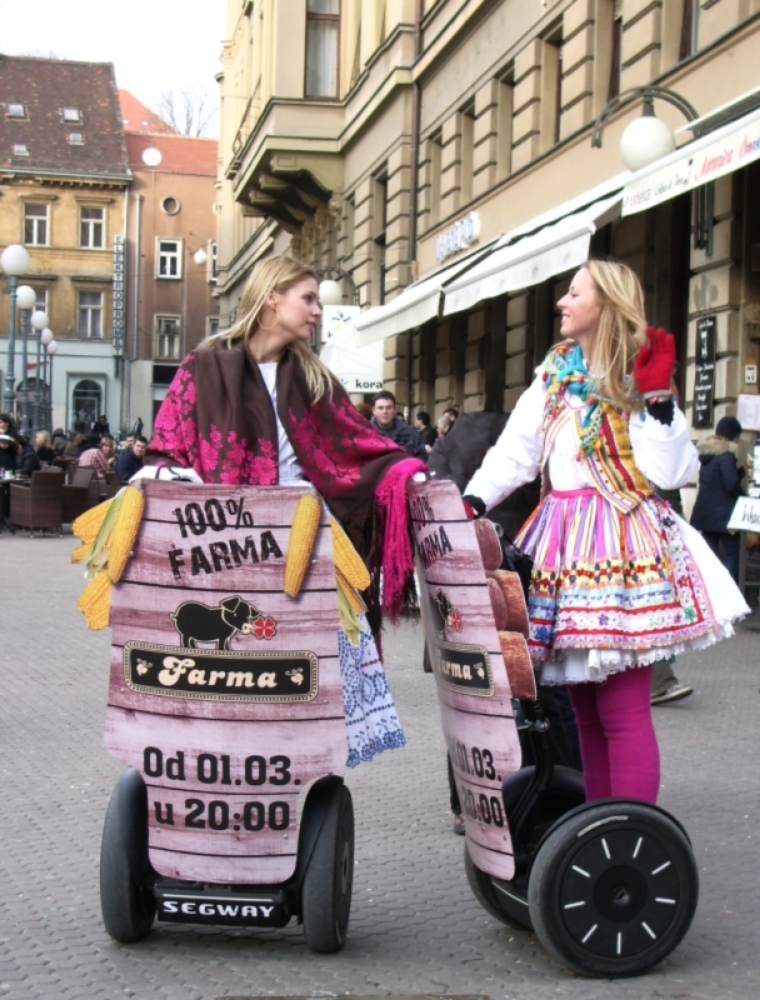
Promoción para una nueva temporada de Farma.

Farma es un programa de televisión croata de telerrealidad, transmitido en Nova TV que debutó en 2008. El programa es producido y transmitido en televisión de alta definición, y fue el primer programa en ser así en Croacia.
El programa se desarrolla en el entorno natural de una granja. 
Durante sus dos primeras temporadas, fue transmitido durante 13 semanas, 6 días en una semana, en horario de máxima audiencia.
El ganador de la primera temporada fue el cantante Rafael Dropulić también conocido como Rafo. El ganador de la segunda temporada fue el actor Mario Mlinarić, y el ganador de la tercera temporada fue Kristijan Kiki Rahimovski.